# Огърличест отшелнически лори
Огърличестият отшелнически лори (Phigys solitarius) е вид птица от семейство Папагалови (Psittaculidae), единствен представител на род Phigys.

## Разпространение
Видът е разпространен във Фиджи.